# Vellereophyton
Vellereophyton là một chi thực vật có hoa trong họ Cúc (Asteraceae).

## Loài
Chi Vellereophyton gồm các loài: